# Ломоносовский грузовой терминал
Ломоно́совский грузово́й термина́л — проект строительства терминала в городе Ломоносове. Штаб-квартира расположена по адресу: Санкт-Петербург, Английская набережная, 50

## История
С 2003 года работы ведёт ЗАО «Ломоносовский грузовой терминал».
В 2007 году контроль над терминалом перешёл к международной транспортной компании Mediterranean Shipping Company.
С апреля 2008 года 50 % акций ЗАО принадлежат структурам, близким к основному акционеру Новороссийского морского торгового порта Александру Пономаренко.
В 2006 году консорциум «Балтимор» выиграл конкурс на право 15-летней аренды семи причалов у Минобороны России под погрузо-разгрузочную деятельность.

## Характеристики
Общая площадь причала в результате должна составить 4,5 км². Планируется строительство четырёх перегрузочных комплексов: для металлогрузов, леса, скоропортящихся грузов и крупнотоннажных контейнерных грузов с накатных судов.
Параметры порта:
- Мощность: 8 млн т в год,
- Стоимость: 300 млн евро.

Площадь порта:
- Основная территория — 50 га
- Из них 3,5 га земли на побережье, остальные территории должны быть намыты (намыты около 6 га по состоянию на начало мая 2008 года).
- Порт Ломоносов находится на южном берегу Невской губы. Это гавань, защищённая двумя молами от открытой водной акватории. К этой гавани от Санкт-Петербургского морского канала проложен Ломоносовский подходной канал протяжённостью 9 миль, шириной 70 м для судов с осадкой до 7 метров. Железнодорожное обслуживание порта осуществляется железнодорожными станциями Ораниенбаум II и Бронка Октябрьской железной дороги.

Проект рассчитан на 10 лет — с 2008 по 2018 года. На полную мощность новый универсальный перегрузочный комплекс должен выйти к 2020 году. Комплекс при полном развитии оценивается специалистами в 40 млн тонн дополнительных объёмов портовых мощностей. Объём предполагаемых инвестиций — 1,2-1,5 млрд долларов. На ныне действующих причалах можно обрабатывать 100 тыс. TEU в год и 250 тысяч легковых автомобилей. До этого они в основном использовались для перевалки леса.
Предполагается намыть 250 га тыловых площадей и 20 га причальных для 16 новых причалов с глубинами до 14 метров для обеспечения возможности подхода океанских судов. Глубина старых причалов составляла 7,5-8 метра. Существует подходной фарватер глубиной 8 метров, реконструкция которого позволит минимизировать затраты на дноуглубительные работы.
В ноябре 2007 года губернатор Санкт-Петербурга Валентина Матвиенко заявила на заседании Морского совета при правительстве Санкт-Петербурга, что проект строительства фарватера для порта «Балтимор» может быть внесен в федеральную целевую программу «Модернизация транспортной системы России в 2002—2010 годах».

## Строительство
Предполагалось, что к 2012 году должны были быть построены грузовые районы пирсов, через которые, по подсчетам специалистов[каких?], должны были проходить порядка трех миллионов тонн грузов, а к 2020 году — 7 миллионов тонн. Стоимость проекта оценивалась в 1,2 миллиарда долларов.
24 сентября 2007 года состоялось открытие первого причала.
5 ноября 2014 г произошла реорганизация ЗАО «Ломоносовский грузовой терминал» в Общество с ограниченной ответственностью «Ломоносовский грузовой терминал». 19 декабря 2014 г. генеральным директором ООО «Ломоносовский грузовой терминал» назначен Юшин Игорь Анатольевич.
10 сентября 2022 года было принято решение о смене проекта и строительства на месте Ломоносовского грузового терминала многофункционального комплекса. По словам председателя комитета по транспортно-транзитной политике Николая Асаула район гавани города Ломоносова является единственной возможностью по созданию новых портовых мощностей на территории Санкт-Петербурга, так как других земельных участков, пригодных для создания транспортной инфраструктуры, в черте города нет. При реализации этого проекта и ещё 4-5 других эта территория по количеству переваливаемых грузов составит конкуренцию Большому порту Петербурга. Чиновник отметил, что под развитие территории в целом возможно выделение бюджетных средств — на те же работы на фарватере — под одну компанию денег никто не даст.

## Жители одобрили проект
Местные жители положительно отнеслись к будущему соседству с грузовым портом. Грузопотоки не пойдут по Дворцовому проспекту мимо музея-заповедника и, в частности, Меншиковского дворца.
Представители компании-заказчика обещают, что историческая часть Ломоносова не пострадает от грузоперевозок. Предполагается, что все они будут отведены в противоположную сторону — в район Бронки, где в 7,5 километрах от Ломоносовской гавани должна появиться одна из развязок КАД. Кроме того, грузы смогут переправляться по железной дороге — от станций «Ораниенбаум-2» и «Бронка». Однако, имеются опасения, что их мощностей перестанет хватать, когда проект развернется полностью.